# Denkmalgeschützte Objekte im Okres Turčianske Teplice

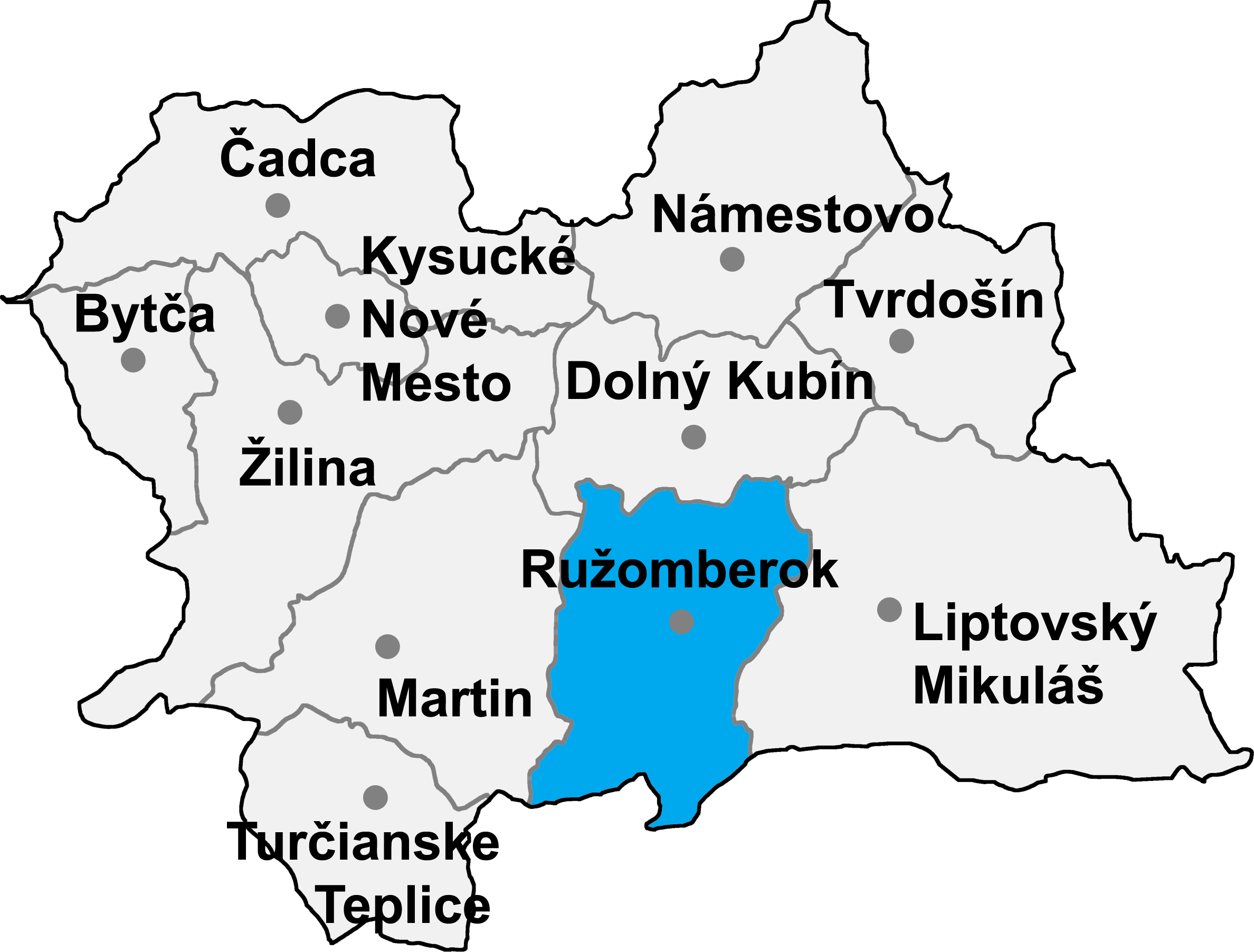

Im Okres Turčianske Teplice bestehen 55 denkmalgeschützte Objekte. Die unten angeführte Liste führt zu den Gemeindelisten und gibt die Anzahl der Objekte an. In Gemeinden, die nicht verlinkt sind, existieren keine geschützten Objekte.
| Gemeindeliste                     | Objektanzahl |
| --------------------------------- | ------------ |
| Abramová (Abrahamsdorf)           | 3            |
| Blažovce                          | 0            |
| Bodorová                          | 0            |
| Borcová                           | 0            |
| Brieštie (Bries)                  | 1            |
| Budiš (Budisch)                   | 0            |
| Čremošné                          | 1            |
| Dubové (Daun)                     | 1            |
| Háj (Häu)                         | 3            |
| Horná Štubňa (Oberstuben)         | 2            |
| Ivančiná                          | 2            |
| Jasenovo (Käserhau)               | 1            |
| Jazernica                         | 2            |
| Kaľamenová (Kalmannsdorf)         | 1            |
| Liešno (Liexen)                   | 0            |
| Malý Čepčín                       | 0            |
| Moškovec (Moschendorf)            | 0            |
| Mošovce (Moschotz)                | 11           |
| Ondrašová (Andreasdorf)           | 2            |
| Rakša                             | 3            |
| Rudno (Rauden)                    | 0            |
| Sklené (Glaserhau)                | 1            |
| Slovenské Pravno (Windischproben) | 8            |
| Turček ([Ober-]Turz)              | 0            |
| Turčianske Teplice (Bad Stuben)   | 13           |
| Veľký Čepčín                      | 0            |